# Ayaka Takahashi
Ayaka Takahashi (高橋 礼華, Takahashi Ayaka) née le 19 avril 1990 à Kashihara au Japon est une joueuse de badminton professionnelle spécialiste du double dames. Elle est la partenaire de Misaki Matsutomo.

## Palmarès

### Compétitions internationales individuelles
| Rang                    | Catégorie    | Partenaire       | Année | Lieu                   |
| ----------------------- | ------------ | ---------------- | ----- | ---------------------- |
| Jeux asiatiques :       |              |                  |       |                        |
| 2                       | Double dames | Misaki Matsutomo | 2014  | Incheon, Corée du Sud  |
| Championnats d'Asie :   |              |                  |       |                        |
| 3                       | Double dames | Misaki Matsutomo | 2015  | Wuhan, Chine           |
| Jeux olympiques :       |              |                  |       |                        |
| 1                       | Double dames | Misaki Matsutomo | 2016  | Rio de Janeiro, Brésil |
| Championnats du Monde : |              |                  |       |                        |
| Médaille de bronze      | Double dames | Misaki Matsutomo | 2017  | Glasgow, Écosse        |

### Compétitions internationales par équipes
| Rang              | Catégorie       | Année | Lieu                  |
| ----------------- | --------------- | ----- | --------------------- |
| Sudirman Cup :    |                 |       |                       |
| 2                 | Équipe mixte    | 2015  | Dongguan, Chine       |
| Uber Cup :        |                 |       |                       |
| 2                 | Équipe féminine | 2014  | New Delhi, Inde       |
| 3                 | Équipe féminine | 2012  | Wuhan, Chine          |
| Jeux asiatiques : |                 |       |                       |
| 3                 | Équipe féminine | 2014  | Incheon, Corée du Sud |

### Titres en tournois internationaux
| Tournoi                 | Catégorie    | Partenaire       | Années | Nombre |
| ----------------------- | ------------ | ---------------- | ------ | ------ |
| Tournois Super Series : |              |                  |        |        |
| Open d'Inde             | Double dames | Misaki Matsutomo | 2015   | 1      |
| Open du Japon           | Double dames | Misaki Matsutomo | 2014   | 1      |
| Masters Finals          | Double dames | Misaki Matsutomo | 2014   | 1      |